# 열강 8국

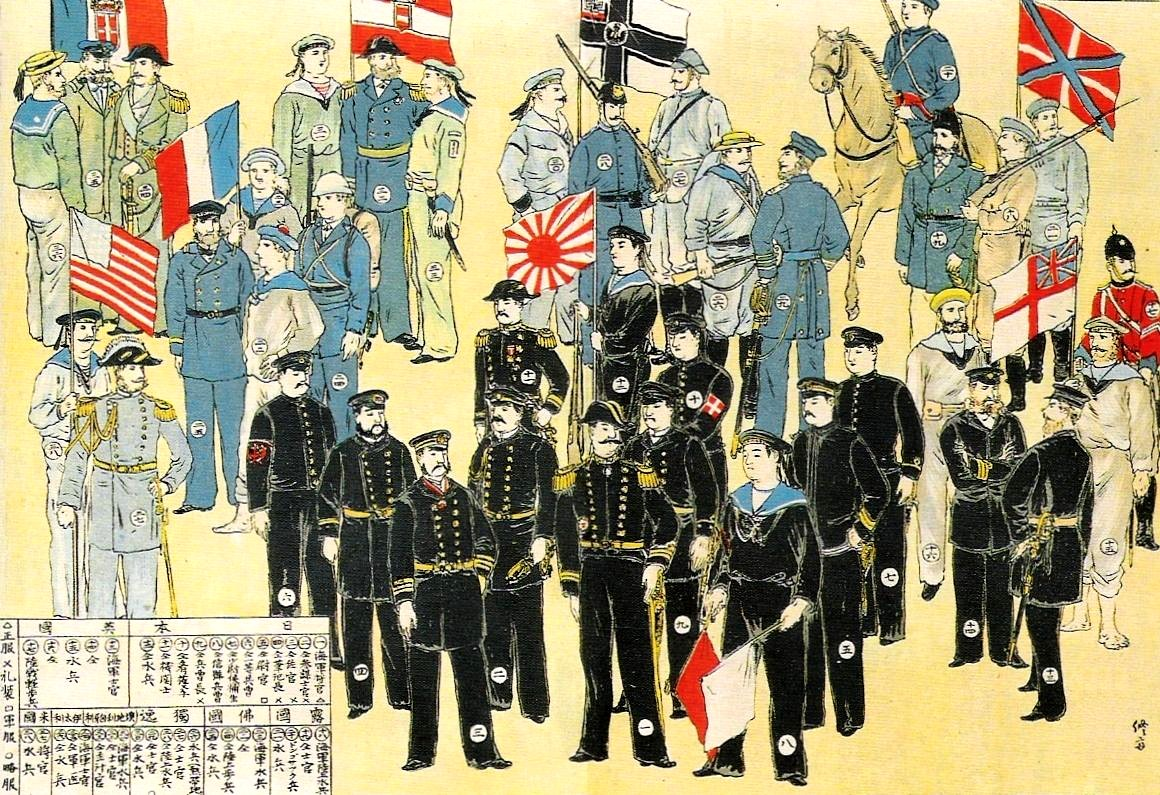
1900년 일본에서 제작된 열강 8국 해군 및 해군기의 그림. 왼쪽에서 오른쪽으로 이탈리아 왕국 해군, 미국 해군, 프랑스 해군, 오스트리아-헝가리 제국 해군, 일본 제국 해군, 독일 제국 해군, 영국 해군, 러시아 제국 해군.

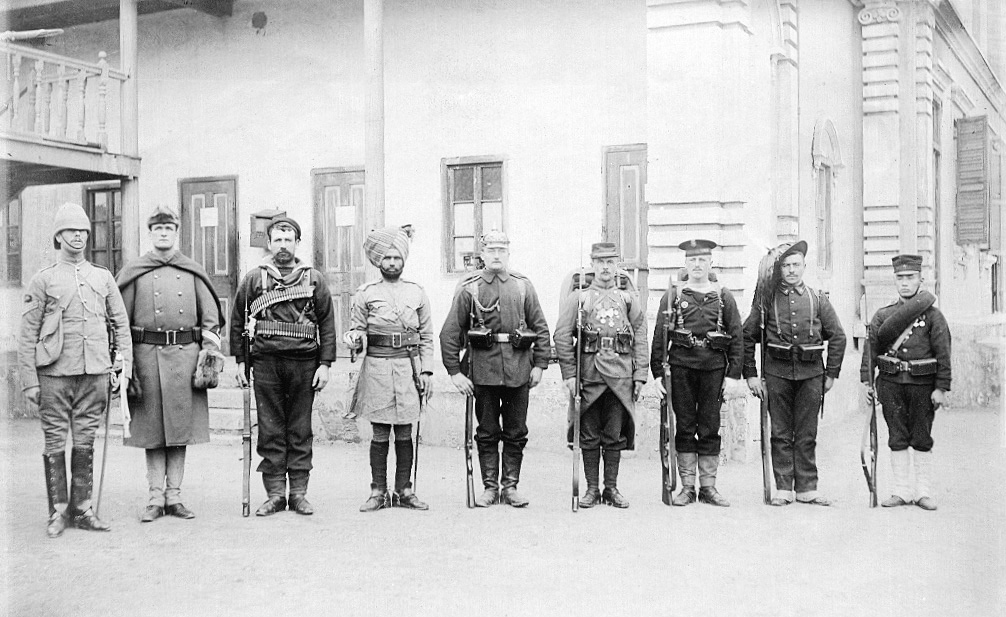
1900년에 촬영한 열강 8국의 병사들. 왼쪽부터 영국군, 미군, 영국령 오스트레일리아군, 영국령 인도군, 독일 제국군, 프랑스군, 오스트리아-헝가리군, 이탈리아 왕국군, 일본 제국군.

열강 8국(列强八國, 영어: Eight-Nation Alliance) 또는 8국 연군(중국어 간체자: 八国联军, 정체자: 八國聯軍, 병음: bā guó lián jūn)은 의화단 운동 당시 의화단의 활동을 진압하고 베이징에 주재하고 있던 외국 공관을 보호하기 위해 청나라에 파병된 8개 제국주의 열강으로 8개국은 러시아 제국, 일본 제국, 독일 제국, 대영 제국, 미국, 이탈리아 왕국, 오스트리아-헝가리 제국, 프랑스 제3공화국이다.

## 배경

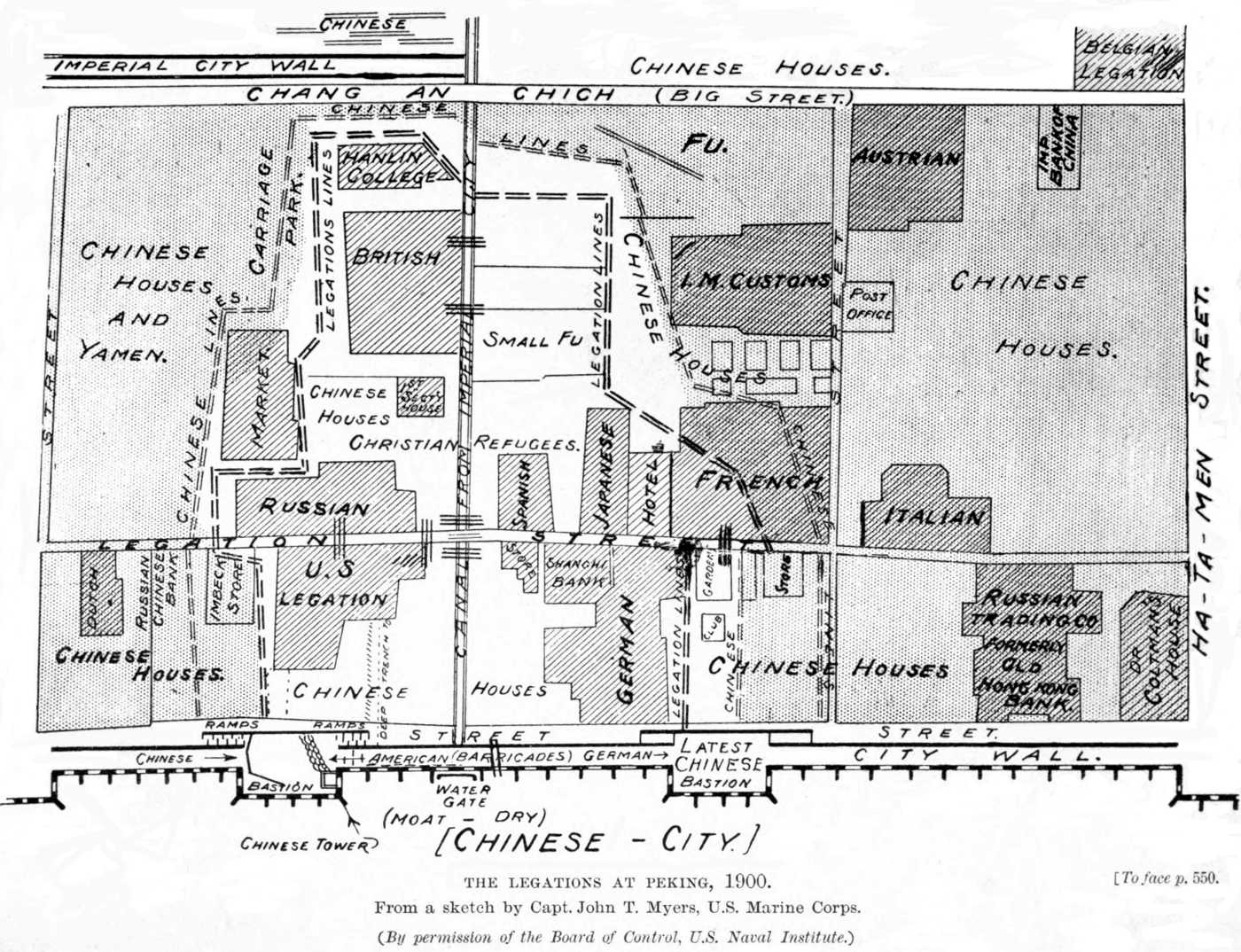
포위된 베이징의 공사관.

1899년과 1900년에 걸쳐 중국 북부에서 의화단의 주도하에 외국인 선교사나 중국인 기독교도를 공격하고 살해하는 사건이 일어났다. 하지만 1840년대 이래 불평등 조약이나 조차지 설정으로 제국주의 열강에게 갖은 수모를 당해 왔던 청나라 조정은 오히려 의화단을 지지하는 모습을 보였다. 외국인들이 베이징에 있는 공사관으로 피난하자 장군 영록은 군을 이끌어 공사관을 포위했다.
의화단도 합세하여 공사관은 1900년 6월 20일부터 8월 14일까지 55일 동안 포위당한 채 견뎌야 했다. 당시 각국 공사관에는 민간인 473명, 병사 409명, 중국인 기독교도가 약 3,000명 있었고 주청 영국 대사 클로드 맥도널드와 주청 일본 공사관 주재무관 시바 고로의 지휘하에 공사관 직원과 경비원들은 소형 무기와 낡은 전장포로 공사관을 방어했다. 전장포는 중국인 기독교도들이 땅을 파서 발굴한 것이었는데 포신은 영국제, 포가는 이탈리아제, 포탄은 러시아제였고 포수는 미국인이 담당했기에 국제포라는 별칭을 가지게 되었다.
열강은 청군에 포위된 공사관을 해방코자 했으나 실패하자 1900년 8월 45,000명 규모의 연합군을 결성해 톈진에서 베이징으로 행진했다. 행진하면서 산발적으로 청군과 전투를 벌였으나 청군은 모두 패했다. 이후 베이징은 순식간에 연합군에 점령되었고 이들은 곧 약탈을 시작했다. 청나라는 결국 항복했고 1901년 신축조약에 조인했다.

## 열강 8국

### 오스트리아-헝가리
의화단이 난의 발발하자 오스트리아-헝가리는 러시아의 조차지였던 뤼순커우구에 순양함 센타를 정박시켰다. 오스트리아가 의화단의 난 당시 출병한 병력은 센타의 해군뿐이었으며 몇몇 분견대를 구성해 포위되어 있던 공사관 방위에 합류하거나 구조에 나섰다.
6월에는 톈진 철도를 방위하고 베이징 인근의 하이허에서 정크를 포격하고 톈진으로 향하는 진로를 한눈에 확인할 수 있는 다구포대를 점령했다. 영국과 함께 청나라의 구축함 4척을 나포하는 데도 참여했다. 이후 카이저린 운트 쾨니긴 마리아 테레지아, 카이저 프란츠 요제프, 아스페른 등 세 척의 순양함과 해병대를 추가로 파병했다. 하지만 9월에 도착했을 때는 이미 전투가 끝났고 공사관도 해방된 이후였다.
오스트리아-헝가리는 열강 8국 중에서 가장 피해가 적은 국가였다. 당시 파병된 해병대는 그대로 주청 오스트리아 대사관에 배치됐다. 1959년 뮤지컬 《사운드 오브 뮤직》에도 등장한 게오르크 루트비히 폰 트라프 중위는 의화단의 난을 진압할 당시 카이저린 운트 쾨니긴 마리아 테레지아에 탑승하여 용감하게 전투에 임해 훈장을 받았다.

### 영국
영국이 파견한 부대는 해군 여단, 왕립 제12포병중대, 홍콩 싱가포르 포병대, 왕립 웨일스 퓨질리어 연대 제2보병대대, 시크 제1보병연대, 홍콩 연대, 중국 제1연대, 왕립 공병대와 기타 지원 인력으로 구성되어 있었다. 영국은 연합군 중에서 세 번째로 많은 병력을 파견했지만 대부분은 발루치족, 시크교도, 구르카, 라지푸트, 펀자브 등으로 구성된 영국령 인도 육군이었다.
영국의 또다른 식민지였던 오스트레일리아도 사우스오스트레일리아주 해군 등을 파견했으며 열강 8국을 위해 물자 공급 등의 역할을 수행했다.

### 독일 제국

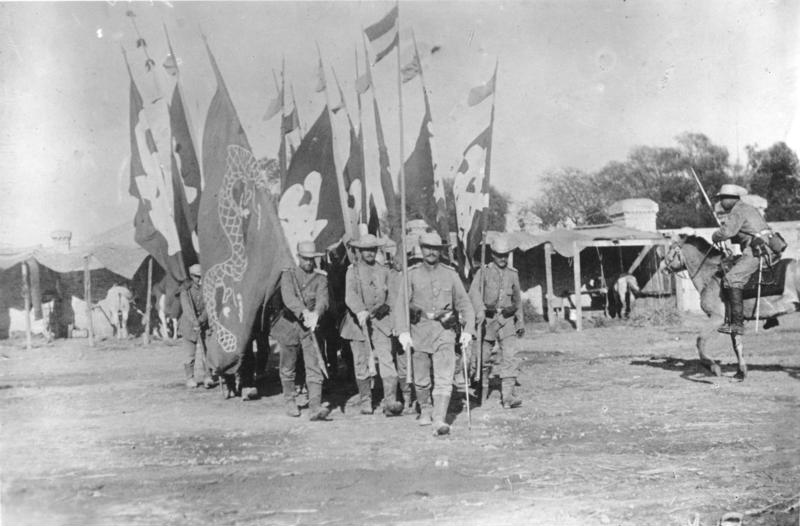
의화단의 난을 진압하는 칭다오의 독일 병사.

1897년 11월 독일인 선교사가 중국에서 피살되자 독일은 중국에 보복함과 동시에 해군 기지와 상업용 항구를 확보하고자 자오저우와 칭다오를 공격해 함락했다. 이후 독일은 이곳에 자우저우만 조차지를 설치해 통치했으며 해군 포병중대와 해군 제3보병대대를 파견해 주둔시켰다.

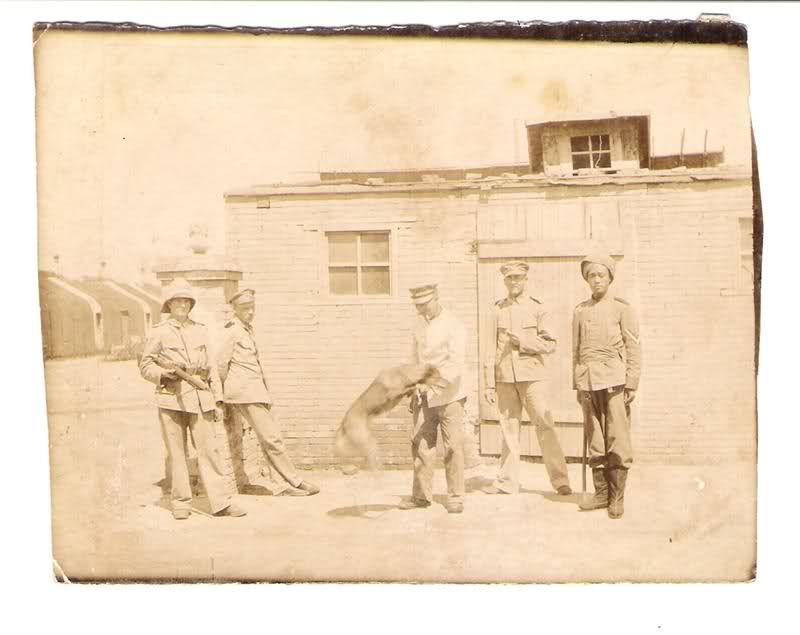
의화단의 난을 진압하는 칭다오의 독일 장교.

의화단의 난이 발발하자 독일의 이익을 지키기 위해 칭다오를 지키기 위한 병력을 남겨 놓고 제3해병대대 일부가 베이징과 톈진에 파견되었다. 포위된 공사관 해방에 실패하자 독일은 제1·제2해병대대를 추가로 파견했지만 도착이 늦어 추가 파병된 병력은 치안 유지 활동을 수행하다가 1901년 귀환했다.

### 프랑스

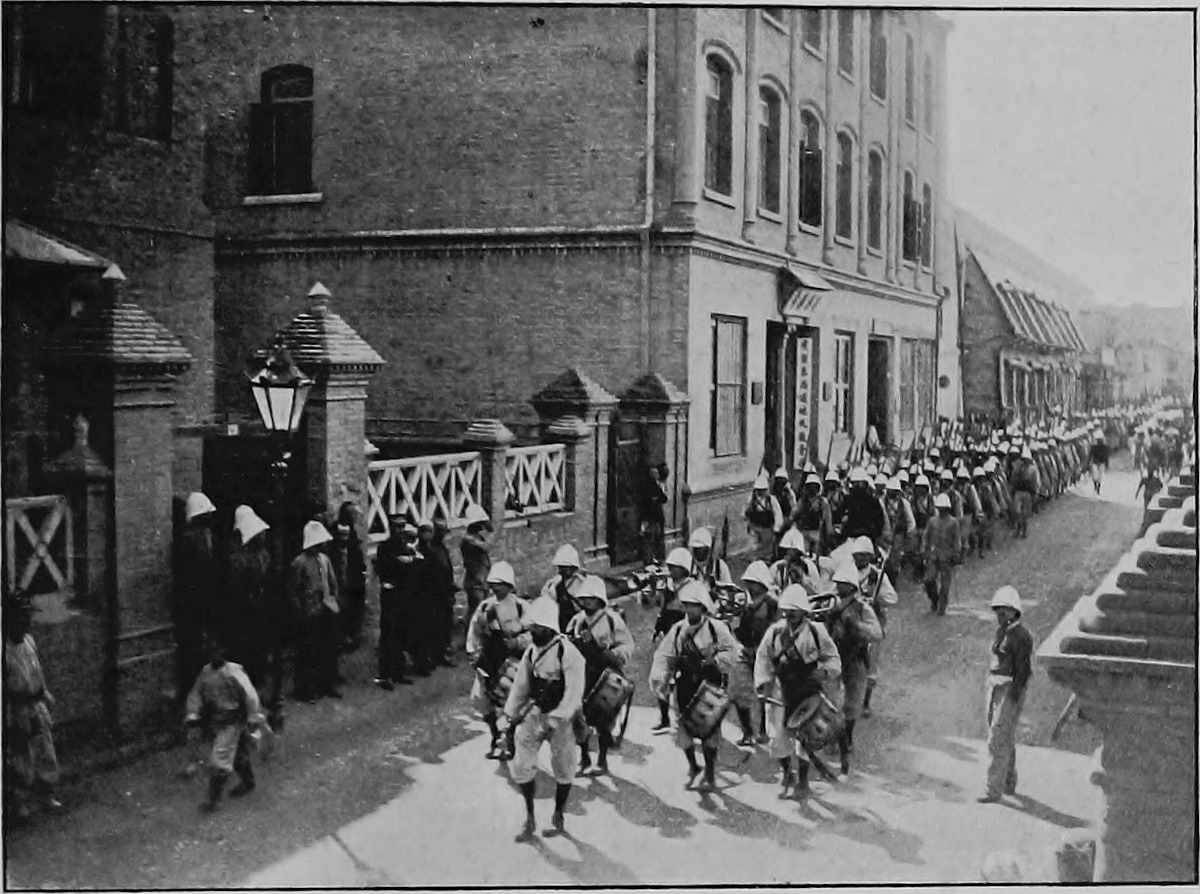
톈진 프랑스 조계를 행진하는 프랑스군 식민지보병.

프랑스는 프랑스령 인도차이나에 주둔 중인 병력을 파견했다.

### 이탈리아 왕국
이탈리아는 장교 83명, 군대 1,882명, 말 178필 등으로 구성된 큰 규모의 분견대를 파견했다.

### 일본 제국

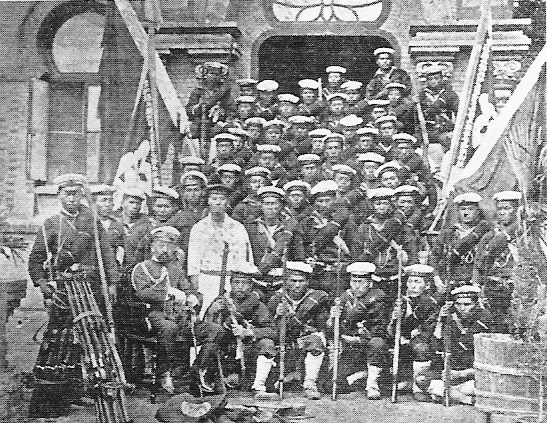
영국인 사령관 에드워드 시모어 지휘하의 일본 해군육전대.

일본은 2만 명이 넘는 병력과 18척의 군함을 파견해 연합군 중 가장 많은 군대를 보냈다. 일본 제국 해군육전대를 제외한 제5보병사단은 야마구치 모토오미 중장이 지휘했다.

### 러시아 제국

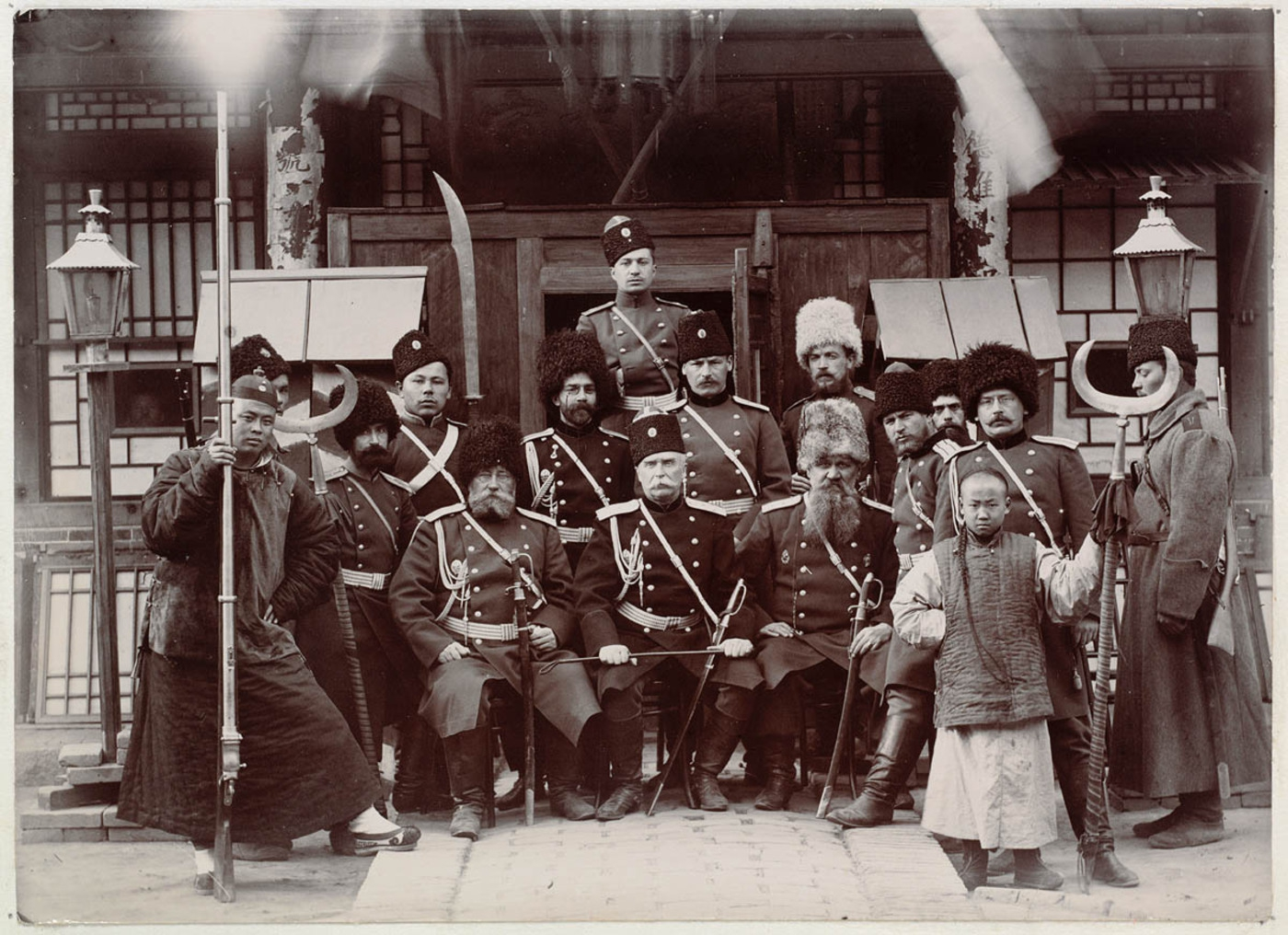
의화단의 난을 진압하는 러시아군.

러시아 제국은 주로 뤼순커우구와 블라디보스토크항의 수비대로 구성된 12,400명의 병력을 파견했는데 이는 일본에 이어 두 번째로 많은 규모였다.

### 미국

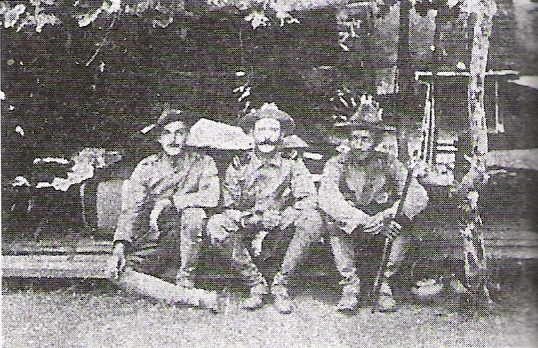
의화단의 난을 진압하는 미군.

미국은 중국구조원정군을 구성해 중국에 파견했으며 식민지였던 필리핀이 큰 역할을 수행했다. USS 오리건과 USS 뉴어크를 통해 해병대과 해군을 파병했으며 애드너 채피가 이끄는 제9보병연대, 제14보병연대, 제6기병대, 제5보병대, 해군보병연대로 구성되어 있었다.

## 의화단의 난 당시 투입된 8국의 병력
| 국가              | 군함 | 해군 인원 | 육군 인원 |
| ----------------- | ---- | --------- | --------- |
| 일본 제국         | 18척 | 540명     | 20,300명  |
| 러시아 제국       | 10척 | 750명     | 12,400명  |
| 영국              | 8척  | 2,020명   | 10,000명  |
| 프랑스            | 5척  | 390명     | 3,130명   |
| 미국              | 2척  | 295명     | 3,125명   |
| 독일 제국         | 5척  | 600명     | 300명     |
| 오스트리아-헝가리 | 4척  | 296명     | 불명      |
| 이탈리아 왕국     | 2척  | 80명      | 2,500명   |
| 합계              | 54척 | 4,971명   | 51,755명  |

## 영향

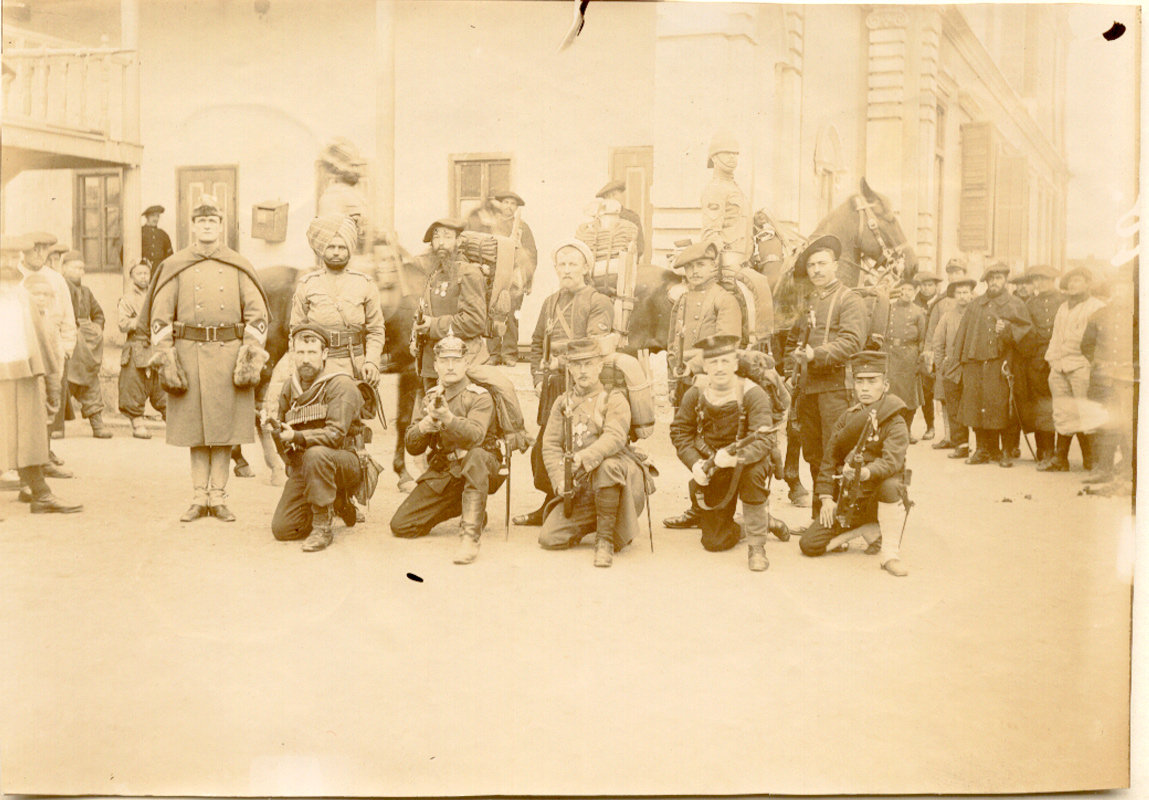
열강 8국의 병사와 유럽 보충대.

1900년 8월 14일 열강 8국에 의해 자금성이 점령됐다. 서태후와 광서제는 조정의 고관과 함께 자금성을 탈출해 시안으로 몽진한 뒤 이홍장으로 하여금 열강과 교섭하도록 지시했다.
열강은 의화단이라 의심되는 사람들을 모조리 참수했다. 미국·독일·러시아 병사는 여성을 강간한 뒤 총검으로 찔러 죽이기도 했다.

## 같이 보기
- 알프레트 폰 발더제
- 강대국

## 참고 문헌
- Harrington, Peter (2001). 《Peking 1900: The Boxer Rebellion》. Oxford: Osprey. ISBN 1-84176-181-8.
- Sondhaus, Lawrence (1994). 《The Naval Policy of Austria-Hungary, 1867–1918: Navalism, Industrial Development, and the Politics of Dualism》. Purdue University Press. ISBN 1-55753-034-3.
- Thompson, Larry Clinton.  William Scott Ament and the Boxer Rebellion. Jefferson, NC: McFarland, 2009.